# HD 99022
HD 99022，又名CP-56 4449，SAO 239017、HR 4398，是一颗恒星，视星等为5.79，位于銀經291.02，銀緯4.04，其B1900.0坐标为赤經11h 18m 35.5s，赤緯-56° 4.04′ 50″。